# Carl Falk/Diskografie
Diese Diskografie ist eine Übersicht über die musikalischen Werke des schwedischen Musikproduzenten Carl Falk. Den Schallplattenauszeichnungen zufolge hat er bisher mehr als 45,5 Millionen Tonträger verkauft. Seine erfolgreichste Veröffentlichung ist die Single Starships von Nicki Minaj, bei welcher er sowohl als Autor als auch als Produzent mitwirkte, mit mehr als 11,2 Millionen verkauften Einheiten. In Deutschland konnten sich seine Veröffentlichungen über 1,7 Millionen Mal verkaufen.

## Autorenbeteiligungen und Produktionen
Carl Falk als Autor in den Charts

| Jahr | Titel Interpretation                            | Höchstplatzierung, Gesamtwochen, AuszeichnungChartplatzierungen (Jahr, Titel, Interpretation, Platzierungen, Wochen, Auszeichnungen, Anmerkungen) | Höchstplatzierung, Gesamtwochen, AuszeichnungChartplatzierungen (Jahr, Titel, Interpretation, Platzierungen, Wochen, Auszeichnungen, Anmerkungen) | Höchstplatzierung, Gesamtwochen, AuszeichnungChartplatzierungen (Jahr, Titel, Interpretation, Platzierungen, Wochen, Auszeichnungen, Anmerkungen) | Höchstplatzierung, Gesamtwochen, AuszeichnungChartplatzierungen (Jahr, Titel, Interpretation, Platzierungen, Wochen, Auszeichnungen, Anmerkungen) | Höchstplatzierung, Gesamtwochen, AuszeichnungChartplatzierungen (Jahr, Titel, Interpretation, Platzierungen, Wochen, Auszeichnungen, Anmerkungen) | Höchstplatzierung, Gesamtwochen, AuszeichnungChartplatzierungen (Jahr, Titel, Interpretation, Platzierungen, Wochen, Auszeichnungen, Anmerkungen) | Anmerkungen                                                                      |
| Jahr | Titel Interpretation                            | DE | AT | CH | UK | US | SE | Anmerkungen                                                                      |
| --- | ----------------------------------------------- | --- | --- | --- | --- | --- | --- | -------------------------------------------------------------------------------- |
| 2006 | Amazing Westlife                                | DE53 (4 Wo.)DE | — | CH58 (2 Wo.)CH | UK4 (6 Wo.)UK | — | SE36 (3 Wo.)SE | Erstveröffentlichung: 20. Februar 2006                                           |
| 2008 | Don’t Call This Love Leon Jackson               | — | — | — | UK3 (6 Wo.)UK | — | — | Erstveröffentlichung: 12. Oktober 2008                                           |
| 2009 | Undress to the Beat Jeanette Biedermann         | DE6 (11 Wo.)DE | AT20 (8 Wo.)AT | CH94 (1 Wo.)CH | — | — | — | Erstveröffentlichung: 27. Februar 2009                                           |
| 2009 | Beautiful Lie Jennifer Paige & Nick Carter      | DE19 (11 Wo.)DE | AT49 (3 Wo.)AT | — | — | — | — | Erstveröffentlichung: 29. Oktober 2009                                           |
| 2009 | Solitary Rose Jeanette Biedermann               | DE15 (7 Wo.)DE | AT16 (6 Wo.)AT | CH59 (2 Wo.)CH | — | — | — | Erstveröffentlichung: 30. Oktober 2009                                           |
| 2011 | Lose My Mind The Wanted                         | — | — | — | UK19 (12 Wo.)UK | — | SE30 (4 Wo.)SE | Erstveröffentlichung: 26. Dezember 2010                                          |
| 2011 | Don’t Hold Your Breath Nicole Scherzinger       | — | AT65 (1 Wo.)AT | CH62 (3 Wo.)CH | UK1 Platin · (23 Wo.)UK | US86 (1 Wo.)US | — | Erstveröffentlichung: 21. März 2011 Verkäufe: + 600.000                          |
| 2011 | What Makes You Beautiful One Direction          | DE40 Gold · (23 Wo.)DE | AT28 (22 Wo.)AT | CH16 Platin · (34 Wo.)CH | UK1 ×3Dreifachplatin · (78 Wo.)UK | US4 ×4Vierfachplatin · (34 Wo.)US | SE29 (26 Wo.)SE | Erstveröffentlichung: 11. September 2011 Verkäufe: + 5.980.000                   |
| 2011 | Troublemaker Taio Cruz                          | DE6 Gold · (26 Wo.)DE | AT12 (18 Wo.)AT | CH7 Platin · (22 Wo.)CH | UK3 (7 Wo.)UK | — | — | Erstveröffentlichung: 9. Dezember 2011 Verkäufe: + 180.000                       |
| 2012 | Starships Nicki Minaj                           | DE17 Platin · (25 Wo.)DE | AT26 (24 Wo.)AT | CH5 Platin · (31 Wo.)CH | UK2 ×3Dreifachplatin · (45 Wo.)UK | US5 ×9Neunfachplatin · (31 Wo.)US | SE3 ×3Dreifachplatin · (35 Wo.)SE | Erstveröffentlichung: 14. Februar 2012 Verkäufe: + 11.250.000                    |
| 2012 | One Thing One Direction                         | — | — | — | UK9 Gold · (14 Wo.)UK | US39 Platin · (20 Wo.)US | — | Erstveröffentlichung: 6. Januar 2012 Verkäufe: + 1.400.000                       |
| 2012 | Pound the Alarm Nicki Minaj                     | DE82 (2 Wo.)DE | — | CH44 (6 Wo.)CH | UK8 Platin · (28 Wo.)UK | US15 Platin · (18 Wo.)US | SE33 (15 Wo.)SE | Erstveröffentlichung: 12. Juni 2012 Verkäufe: + 1.600.000                        |
| 2012 | World in Our Hands Taio Cruz                    | DE4 Gold · (25 Wo.)DE | AT5 (18 Wo.)AT | CH40 (6 Wo.)CH | — | — | — | Erstveröffentlichung: 27. Juli 2012 Verkäufe: + 150.000                          |
| 2012 | Treatment Labrinth                              | — | — | — | UK55 (4 Wo.)UK | — | — | Erstveröffentlichung: 9. September 2012                                          |
| 2012 | Live While We’re Young One Direction            | DE22 (8 Wo.)DE | AT8 (8 Wo.)AT | CH7 (13 Wo.)CH | UK3 Platin · (25 Wo.)UK | US3 Platin · (16 Wo.)US | SE23 (17 Wo.)SE | Erstveröffentlichung: 28. September 2012 Verkäufe: + 1.600.000                   |
| 2012 | Kiss You One Direction                          | DE69 (4 Wo.)DE | AT57 (1 Wo.)AT | CH45 (6 Wo.)CH | UK9 Platin · (19 Wo.)UK | US46 Gold · (16 Wo.)US | SE50 (7 Wo.)SE | Erstveröffentlichung: 16. November 2012 Verkäufe: + 1.100.000                    |
| 2012 | Just One Last Time David Guetta feat. Taped Rai | DE45 (3 Wo.)DE | AT31 (3 Wo.)AT | CH44 (5 Wo.)CH | UK20 (9 Wo.)UK | — | — | Erstveröffentlichung: 16. November 2012                                          |
| 2013 | Learn to Love Again Lawson                      | — | — | — | UK13 (7 Wo.)UK | — | — | Erstveröffentlichung: 4. Februar 2013                                            |
| 2014 | Red Lights Tiësto                               | DE29 (5 Wo.)DE | AT36 (11 Wo.)AT | CH74 (2 Wo.)CH | UK6 Gold · (9 Wo.)UK | US56 Platin · (13 Wo.)US | SE9 (22 Wo.)SE | Erstveröffentlichung: 21. Februar 2014 Verkäufe: + 1.400.000                     |
| 2014 | Somebody to You The Vamps feat. Demi Lovato     | — | — | — | UK4 Platin · (17 Wo.)UK | US— GoldUS | — | Erstveröffentlichung: 18. Mai 2014 Verkäufe: + 1.100.000                         |
| 2015 | One Last Time Ariana Grande                     | DE60 Gold · (16 Wo.)DE | AT55 Platin · (10 Wo.)AT | CH25 Gold · (22 Wo.)CH | UK2 ×4Vierfachplatin · (53 Wo.)UK | US13 ×4Vierfachplatin · (20 Wo.)US | SE22 ×3Dreifachplatin · (25 Wo.)SE | Erstveröffentlichung: 10. Februar 2015 Verkäufe: + 7.885.000                     |
| 2015 | Broken Arrows Avicii                            | DE94 (1 Wo.)DE | AT71 (1 Wo.)AT | — | — | — | SE19 ×3Dreifachplatin · (13 Wo.)SE | Erstveröffentlichung: 25. August 2015 Verkäufe: + 120.000                        |
| 2015 | Die a Happy Man Thomas Rhett feat. Tori Kelly   | — | — | — | — | US21 ×8Achtfachplatin · (30 Wo.)US | — | Erstveröffentlichung: 28. September 2015 Verkäufe: + 8.000.000                   |
| 2015 | Lost and Found Ellie Goulding                   | — | — | — | UK57 (1 Wo.)UK | — | — | Erstveröffentlichung: 23. Oktober 2015                                           |
| 2015 | Devil Pray Madonna                              | — | — | CH59 (1 Wo.)CH | — | — | — | Erstveröffentlichung: 23. November 2015                                          |
| 2016 | Body Moves DNCE                                 | — | — | — | UK99 (1 Wo.)UK | — | — | Erstveröffentlichung: 30. September 2016                                         |
| 2017 | Without You Avicii feat. Sandro Cavazza         | DE18 Platin · (19 Wo.)DE | AT7 Gold · (26 Wo.)AT | CH10 (30 Wo.)CH | UK32 Platin · (11 Wo.)UK | US— GoldUS | SE1 ×7Siebenfachplatin · (105 Wo.)SE | Erstveröffentlichung: 11. August 2017 Verkäufe: + 1.795.000                      |
| 2018 | Dancer Flo Rida                                 | — | — | CH72 (1 Wo.)CH | — | — | — | Erstveröffentlichung: 2. März 2018                                               |
| 2019 | SOS Avicii feat. Aloe Blacc                     | DE8 Platin · (22 Wo.)DE | AT4 (24 Wo.)AT | CH3 (25 Wo.)CH | UK6 Platin · (22 Wo.)UK | US68 Gold · (3 Wo.)US | SE1 (47 Wo.)SE | Erstveröffentlichung: 10. April 2019 Verkäufe: + 1.500.000                       |
| 2019 | Stay (Don’t Go Away) David Guetta feat. Raye    | — | — | — | UK41 Silber · (9 Wo.)UK | — | SE72 (1 Wo.)SE | Erstveröffentlichung: 10. Mai 2019 Verkäufe: + 200.000                           |
| 2019 | Heaven Tim                                      | DE30 (3 Wo.)DE | AT21 (3 Wo.)AT | CH11 (11 Wo.)CH | UK20 Silber · (9 Wo.)UK | US83 Gold · (1 Wo.)US | SE2 (16 Wo.)SE | Erstveröffentlichung: 6. Juni 2019 Verkäufe: + 700.000; Gastsänger: Chris Martin |
| Folgende Lieder erschienen nicht als Single, wurden aber durch das Album zum Download und Streaming bereitgestellt und konnten somit eine Platzierung erlangen: |                                                 | | | | | | |                                                                                  |
| |                                                 | | | | | | |                                                                                  |
| 2015 | Trouble Avicii                                  | — | — | — | — | — | SE33 (5 Wo.)SE | Charteinstieg: 9. Oktober 2015                                                   |
| 2015 | Sunset Jesus Avicii                             | — | — | — | — | — | SE37 (4 Wo.)SE | Charteinstieg: 9. Oktober 2015                                                   |
| 2018 | Battle David Guetta feat. Faouzia               | — | — | CH80 (1 Wo.)CH | — | — | — | Charteinstieg: 21. September 2018                                                |
| 2019 | Bad Reputation Avicii feat. Joe Janiak          | — | — | — | — | — | SE9 (3 Wo.)SE | Charteinstieg: 14. Juni 2019                                                     |
| 2019 | Ain’t a Thing Avicii feat. Bonn                 | — | — | — | — | — | SE21 (2 Wo.)SE | Charteinstieg: 14. Juni 2019                                                     |
| 2019 | Fades Away Avicii feat. Noonie Bao              | — | — | — | — | — | SE26 (2 Wo.)SE | Charteinstieg: 14. Juni 2019                                                     |

## Statistik

### Chartauswertung
|                       | DE     | AT     | CH     | UK     | US     | SE     |
| --------------------- | ------ | ------ | ------ | ------ | ------ | ------ |
| Nummer-eins-Singles   | DE4DE  | AT4AT  | CH5CH  | UK2UK  | US—US  | SE2SE  |
| Top-10-Singles        | DE—DE  | AT—AT  | CH—CH  | UK14UK | US3US  | SE6SE  |
| Singles in den Charts | DE18DE | AT17AT | CH20CH | UK23UK | US12US | SE19SE |

### Auszeichnungen für Musikverkäufe
Anmerkung: Auszeichnungen in Ländern aus den Charttabellen bzw. Chartboxen sind in ebendiesen zu finden.
| Land/RegionAuszeichnungen für Musikverkäufe (Land/Region, Auszeichnungen, Verkäufe, Quellen) | Silber     | Gold       | Platin       | Verkäufe   | Quellen              |
| -------------------------------------------------------------------------------------------- | ---------- | ---------- | ------------ | ---------- | -------------------- |
| Deutschland (BVMI)                                                                           | —          | 4× Gold4   | 3× Platin3   | 1.750.000  | musikindustrie.de    |
| Österreich (IFPI)                                                                            | —          | Gold1      | Platin1      | 45.000     | ifpi.at              |
| Schweden (IFPI)                                                                              | —          | —          | 16× Platin16 | 760.000    | sverigetopplistan.se |
| Schweiz (IFPI)                                                                               | —          | Gold1      | 3× Platin3   | 105.000    | hitparade.ch         |
| Vereinigte Staaten (RIAA)                                                                    | —          | 5× Gold5   | 29× Platin29 | 31.500.000 | riaa.com             |
| Vereinigtes Königreich (BPI)                                                                 | 2× Silber2 | 2× Gold2   | 17× Platin17 | 11.400.000 | bpi.co.uk            |
| Insgesamt                                                                                    | 2× Silber2 | 13× Gold13 | 69× Platin69 |            |                      |